# 阿塔拉亞 (阿拉戈斯州)
阿塔拉亚是巴西阿拉戈斯州的一个市镇。总面积533平方公里，总人口53023人，人口密度99.5人/平方公里。